# Винокуров Олексій Борисович
Олексій Борисович Винокуров (2 лютого 1976, м. Мінськ, Білорусь) — білоруський хокеїст, нападник.
Виступав за «Юність» (Мінськ), «Гернер», «Пфаффенгофен», «Зонтгофен», «Керамін» (Мінськ), «Хімволокно» (Могильов), «Німан» (Гродно), ХК «Вітебськ», «Шинник» (Бобруйськ), «Компаньйон-Нафтогаз» (Київ).
У складі національної збірної Білорусі провів 3 матчі. У складі молодіжної збірної Білорусі учасник чемпіонату світу 1995 (група C). У складі юніорської збірної Білорусі учасник чемпіонату Європи 1994 (група B).